# ヨウ化モリブデン(II)
ヨウ化モリブデン(II)(Molybdenum(II) iodide)は、化学式MoI2のモリブデンのヨウ化物である。

## 合成
ヨウ化モリブデン(II)は、臭化モリブデン(II)とヨウ化リチウムの反応で合成できる。
[Mo
6Br
8]Br
4 + 12 LiI → [Mo
6I
8]I
4 + 12 LiBr
真空中、100℃でのヨウ化モリブデン(III)の分解でも生成する。
6 MoI
3 → [Mo
6I
8]I
4 + 3 I
2

## 性質
ヨウ化モリブデン(II)は黒色固体で、空気中で安定である。極性溶媒及び無極性溶媒に不溶である。